# فريديبال
فريدبال (بالانجليزية: Fredebal)، ويكتب أيضًا فريديبال أو فريدبالوس، كان ملكًا ونداليا على السيلينغ في منطقة بايتيكا بين عامي 411 و417. ففي عام 411، خلال تقسيم هسبانيا، مُنحت مقاطعة بايتيكا، التي كانت الأكثر خصوبة، إلى الوندال السيلينغيين بقيادة فريديبال.
في عام 417، هُزمت قواته على يد الملك القوطي الغربي واليا، وتم أسره وإرساله إلى بلاط الإمبراطور فلافيوس هونوريوس في رافينا، ومنذ ذلك الحين فُقد أثره في التاريخ، حيث لا تُعرف تفاصيل وفاته ولا ما إذا كان لديه نسل.